# Erhverv
Et erhverv er det man (professionelt) beskæftiger sig med for at tjene til sine leveomkostninger; en næringsvej eller livsstilling. Den erhvervsmæssige beskæftigelse er stærkt identitetsdannende i de fleste kulturer.
Udtrykket anvendes også som synonym til branche.
| Erhverv og erhvervsliv | Spire Denne artikel om erhverv, erhvervsliv og arbejdsmarked er en spire som bør udbygges. Du er velkommen til at hjælpe Wikipedia ved at udvide den. |